# Emanuel Dubský z Třebomyslic
Emanuel hrabě (do r. 1810 svobodný pán) Dubský z Třebomyslic (20. února 1806 Vídeň – 19. září 1881 Lysice) byl moravský politik a velkostatkář.

## Rodina
Pocházel z rodu Dubských z Třebomyslic. Jeho otec František, nejvyšší zemský sudí, získal sňatkem s Antonií Piattiovou z Drnovic panství Lysice a Drnovice a roku 1810 byl povýšen do hraběcího stavu. Emanuel Dubský se oženil s Matyldou, dcerou Františka Josefa ze Žerotína-Lilgenau, se kterou měl celkem 12 dětí, mj. Quida, který převzal otcova panství a byl také politikem, a Ervína, známého cestovatele. Vychovatelem jeho dětí byl Christian d'Elvert.

## Studium
Po absolvování brněnského gymnázia studoval práva na vídeňské univerzitě.

## Veřejná činnost
Roku 1830 se stal členem stavovského moravského zemského sněmu. Hájil autonomii Moravy, vystupoval proti pevnějším vazbám s Čechami. Prosazoval zrovnoprávnění češtiny a němčiny. V letech 1836-1842 působil jako přísedící zemského výboru, zasloužil se o vykoupení Cerroniho sbírky, jednal o zřízení brněnské techniky.
Veřejně aktivní byl i během revolučního roku 1848. Od roku 1848 do roku 1849 zasedal jako poslanec voleného Moravského zemského sněmu. Nastoupil sem po zemských volbách roku 1848 za kurii virilistů a velkostatků.
Roku 1861 byl zvolen do nově organizovaného zemského sněmu a s krátkou přestávkou v roce 1867 mu předsedal až do roku 1870. Zasadil se např. o vydávání stenografických protokolů z jednání sněmu tiskem. Členem sněmu byl do roku 1877. Roku 1869 byl jmenován doživotním členem panské sněmovny (nevolená horní komora Říšské rady, tedy celostátního parlamentu). Politicky se řadil ke Straně ústavověrného velkostatku. Zajímal se o otázky pozemkové daně, stav silnic, chov hovězího dobytka, zřízení stavovské záložny.
Roku 1841 se stal členem Moravskoslezské vlastenecko-hospodářské společnosti, od roku 1870 byl jejím ředitelem, byl aktivní ve Františkově muzeu, od roku 1869 byl prezidentem Moravské zemské banky.
Roku 1842 založil v Drnovicích továrnu na výrobu drátů a šroubů. Nechal romanticky přestavět zámek v Lysicích a upravit zámecký park. V Lysicích nechal také vybudovat rodovou hrobku. Na stránkách Patriotisches Tagblattu uveřejnil několik básní. V jeho službách působil jako knihovník a archivář Mořic Trapp.

## Ocenění
Roku 1854 byl jmenován c. k. komořím a byl mu udělen Řád železné koruny III. třídy a Řád sv. Štěpána. Roku 1862 byl jmenován tajným radou, roku 1866 obdržel velkokříž Řádu Františka Josefa. Byl oceněn také papežským Řádem Řehoře Velikého.